# Колективне страхування життя
Колекти́вне страхува́ння життя́ – страхування, при якому може укладатися договір на страхування за рахунок коштів підприємства всіх працівників або їх групи. Групове чи колективне страхування групи осіб, об'єднаних якою-небудь загальною рисою, зв'язком або інтересом, провадиться одним полісом.

## Основні види колективного страхування
Розрізняють:
- тимчасове поновлюване страхування терміном на один рік, без додаткових виплат чи з ними;
- страхування з уповільненою виплатою капіталу;
- виплата ренти по вдівству, сирітству й інвалідності;
- виплата ренти на випадок пенсії.

## Сторони колективного страхування
Сторонами в договорі про колективне страхування життя, крім страховика, є:
- страхувальник — юридична чи фізична особа, що підписує договір разом зі страховиком і є представником застрахованої групи осіб. За спільною згодою застрахованих осіб ними може бути обрана одна довірена особа для вирішення всіх питань, що супроводжують укладення договору у випадку, якщо застраховані підписують документ про свою згоду;
- група застрахованих — це група осіб, об'єднаних загальною метою або інтересом попередньо чи одночасно з підписанням договору, що відповідає всім необхідним вимогам, пропонованим до особи, прийнятій на страхування;
- вигодоодержувач — особа, якій при настанні страхового випадку повинна бути виплачена страхова винагорода. Ним може бути сам страхувальник, пред'явник поліса, правонаступник. Одержувач може бути також особливим чином зазначений у заповіті страхувальника, зробленому за життя.

## Зміна страхової суми
- страхова сума, тобто її загальний розмір, для кожного члена застрахованої групи може збільшуватися або зменшуватися завжди, коли подібні збільшення або зменшення не суперечать виконанню обговорених пунктів.
- зменшення страхових сум зустрічається не часто, проте якщо такі випадки відбуваються протягом річного терміну страхування, страхова компанія повинна подбати про відповідне зменшення частини премій. У випадку збільшення страхової суми протягом річного терміну страхування страховик також повинен подбати про відповідні розміри премій.
- зміни страхової суми вступають у силу з дати повідомлення, коли зміни були прийняті страховою компанією.

У договір про страхування можуть включатися недієздатні громадяни.